# Hamlet (Thomas)
Hamlet ist eine Oper in fünf Akten von Ambroise Thomas nach einem Libretto von Michel Carré und Jules Barbier, verfasst nach der französischen Adaption von Alexandre Dumas d. Ä. und Paul Meurice nach der Tragödie Hamlet von William Shakespeare. Die Uraufführung der französischen Erstfassung fand am 9. März 1868 in der Salle Le Peletier der Pariser Oper statt. Eine zweite Fassung in italienischer Sprache wurde am 19. Juni 1869 im Opernhaus Covent Garden in London uraufgeführt.

## Handlung
Die Oper spielt in Dänemark zur Zeit der Renaissance auf Schloss Helsingør. Prinz Hamlet erfährt eines Nachts durch den Geist seines kürzlich verstorbenen Vaters, dass sein Onkel Claudius der Mörder sei und Hamlet Rache üben müsse. Um den Mörder zu überführen und seine Rache vorzubereiten, gibt Hamlet vor, wahnsinnig zu sein. Seine Verlobte Ophélie begeht Selbstmord, nachdem sie an Hamlets Wahnsinn verzweifelt ist und Hamlet sie nicht mehr heiraten möchte, als er erfährt, dass ihr Vater Polonius ein Komplize des Mörders ist. Schließlich ersticht Hamlet Claudius. Das Volk ruft ihn zum König aus.

### Erster Akt
Erstes Bild. Saal im königlichen Palast
Der Hof feiert die Hochzeit von Gertrude, der Witwe des verstorbenen Königs, mit dessen Bruder Claudius. Claudius krönt Gertrude erneut zur Königin.
Prinz Hamlet, Sohn Gertrudes und des verstorbenen Königs, beklagt allein, dass seine Mutter erneut geheiratet hat. Ophélie kommt hinzu, und beide beschwören ihre gemeinsame Liebe. Laërte, Ophélies Bruder, tritt hinzu und gibt seine Abreise nach Norwegen bekannt. Er vertraut Ophélie der Obhut seines Freundes Hamlet an. Laërte und Ophélie wollen zum Bankett, doch Hamlet weigert sich, teilzunehmen. Soldaten und Diener bereiten das Bankett vor. Horatio und Marcellus erzählen ihnen vom Geist des verstorbenen Königs, den sie eine Nacht zuvor an der Burgmauer gesehen haben wollen.
Sie verlassen das Bankett, um Hamlet davon zu berichten.
Zweites Bild. Esplanade, im Hintergrund das erleuchtete Schloss, Nacht
Horatio und Marcellus treffen Hamlet an den Mauern. Der Geist erscheint, und Hamlet schickt seine Freunde weg. Der Geist erklärt, Claudius habe ihn mit Gift ermordet. Er befiehlt Hamlet, Rache zu nehmen, seine Mutter jedoch zu verschonen. Nachdem der Geist wieder verschwunden ist, schwört Hamlet Rache für den Mord an seinem Vater.

### Zweiter Akt
Erstes Bild. Die Gärten des Schlosses
Ophélie liest ein Buch und ist besorgt wegen Hamlets Verhalten. Hamlet kommt vorbei, geht jedoch ohne ein Wort wieder. Königin Gertrude kommt hinzu. Ophélie bittet sie, den Hof verlassen zu dürfen, was Gertrude ablehnt. Nachdem Ophélie gegangen ist, kommt Claudius herein. Die Königin meint, Hamlet wisse über das Komplott Bescheid, doch Claudius versichert ihr das Gegenteil. Hamlet erscheint und spielt den Wahnsinnigen. Claudius reicht Hamlet die Hand in Freundschaft und bittet ihn, ihn „Vater“ zu nennen, was dieser ablehnt. Er entgegnet, dass er eine Schauspieltruppe engagiert habe, die am Abend spielen werde. Die Schauspieler treffen ein. Hamlet beauftragt sie, Der Mord von Gonzago zu spielen und stimmt dann ein Trinklied an.
Zweites Bild. Festlich geschmückter Thronsaal des Palasts
Das Königspaar und sein Gefolge haben sich im Festsaal versammelt. Die Schauspieler beginnen mit ihrem Stück, das Hamlet kommentiert. Nachdem sie den Mord am König nachgestellt haben und der Mörder sich die Krone aufsetzt, unterbricht Claudius entsetzt die Aufführung. Vor der schockierten Menge beschuldigt Hamlet Claudius des Mordes. Im allgemeinen Tumult bricht bei Hamlet der bis dahin gespielte Wahnsinn wirklich aus. Während er das Trinklied immer wieder anstimmt, bricht er ohnmächtig zusammen. Claudius befiehlt Wächter herbei und alle fliehen mit Entsetzen.

### Dritter Akt

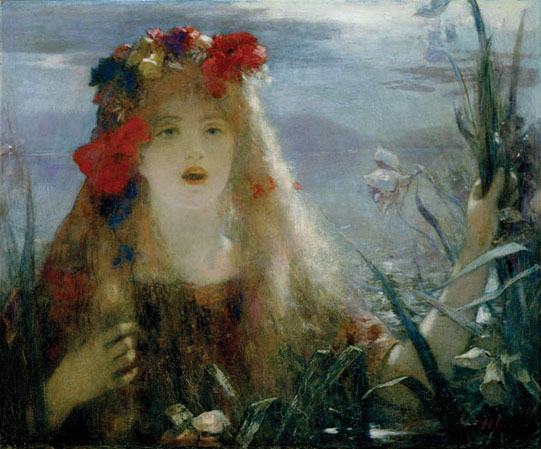
Nellie Melba als Ophélie, Bildnis von Henri Gervex

Zimmer in den Gemächern der Königin mit einem Betstuhl
Im Gemach der Königin ist Hamlet erfüllt von Selbstzweifeln („Sein oder Nichtsein“). Claudius kommt herein, und Hamlet versteckt sich. Claudius, erfüllt von Reue und Angst, fällt zum Gebet auf die Knie. Hamlet will ihn erstechen, zieht sich aber zurück, weil er glaubt, Claudius Seele würde Vergebung erfahren, wenn er beim Beten ermordet werden würde. Claudius ruft nach Polonius, und ihr Gespräch offenbart Polonius Komplizenschaft. Beide gehen ab, und Hamlet ist erneut von Rachsucht geplagt. Gertrude und Ophélie kommen herein, und Gertrude will ihren Sohn überzeugen, Ophélie zu heiraten, doch dieser lehnt ab. Ophélie gibt Hamlet ihren Verlobungsring zurück und geht. Die Königin wird von Hamlet bedrängt, ihre Schuld einzugestehen, doch sie widersteht. Als Hamlet sie bedroht, erscheint der Geist erneut und erinnert seinen Sohn daran, Gertrude zu schonen.

### Vierter Akt
Ländliche Gegend mit Bäumen, im Hintergrund ein See, Tagesanbruch
Nach Hamlets Abweisung verfällt Ophélie in Wahnsinn und ertränkt sich im See.

### Fünfter Akt
Der Friedhof von Helsingör, Grabsteine unter Zypressen, rechts eine Kapelle
Zwei Totengräber heben ein Grab aus. Hamlet erscheint und fragt, für wen das Grab sei, doch die Männer wissen es nicht. Hamlet bereut sein Verhalten gegenüber Ophélie, er weiß jedoch noch nichts von ihrem Tod. Laërte kommt hinzu und fordert Hamlet, dem er die Schuld am Tod seiner Schwester gibt, zum Duell. Hamlet wird verwundet, doch der Leichenzug Ophélies unterbricht das Duell. Hamlet bricht über Ophélies leblosem Körper zusammen, als der Geist erneut erscheint. Er befiehlt Hamlet abermals, Rache zu nehmen, und Hamlet ersticht Claudius. Das Volk ruft Hamlet zum neuen König aus.

## Instrumentation
Die Orchesterbesetzung der Oper enthält die folgenden Instrumente:
- Holzbläser: Piccoloflöte, zwei Flöten, zwei Oboen, Englischhorn, zwei Klarinetten, Bassklarinette, Altsaxophon, Baritonsaxophon, vier Fagotte
- Blechbläser: vier Hörner, zwei Cornets à pistons, zwei Trompeten, drei Posaunen, Basssaxhorn, Ophikleide
- Pauken, Schlagzeug: Große Trommel, Becken, Kleine Trommel, Triangel, Tamtam
- zwei Harfen
- Streicher
- Bühnenmusik hinter der Szene: Flöte, Klarinette, Horn, sechs Trompeten, vier Posaunen, vier Basssaxhörner, Schlagzeug (Glocken, Kanone), zwei Harfen

## Werkgeschichte

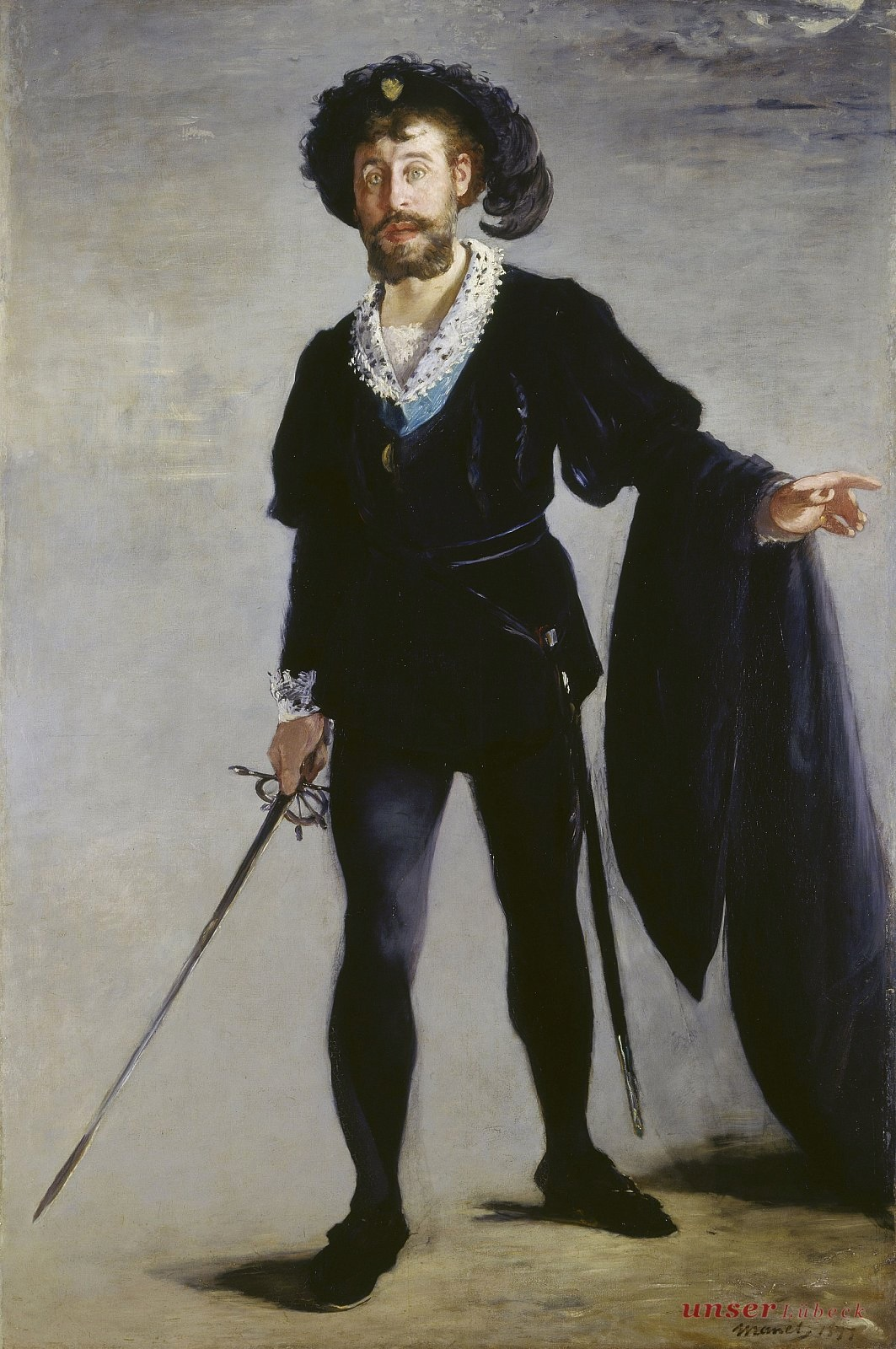
Jean-Baptiste Faure als Hamlet; Gemälde von Édouard Manet

Das Libretto von Thomas’ Oper Hamlet stammt von Michel Carré und Jules Barbier. Es basiert auf dem 1847 erschienenen Schauspiel von Alexandre Dumas d. Ä. und Paul Meurice, das wiederum William Shakespeares Tragödie Hamlet von ca. 1602 zur Vorlage hatte.
Thomas vollendete die erste Fassung bereits im Jahr 1863. Sie bestand aus vier Akten und war vermutlich für das Pariser Théâtre-Lyrique vorgesehen, wo sie jedoch aus unbekannten Gründen nicht zur Aufführung kam. Erst vier Jahre später wurde das Werk von der Pariser Oper angenommen. Da die dortigen Opern zwingend fünf Akte vorsahen, wurde der vierte Akt aufgeteilt. Das ursprüngliche Schlusstableau wurde nun zu einem eigenständigen fünften Akt. Außerdem tauschte Thomas das Ballett im vierten Akt durch ein größeres aus.
Die Uraufführung am 9. März 1868 in der Salle de la rue Le Peletier dirigierte Georges Hainl. Es sangen Jean-Baptiste Faure (Hamlet), Jules-Bernard Belval (Claudius), Édouard-Adolphe Colin (Laërte), Joseph David (Geist des verstorbenen Königs), Raphaël-Auguste Grisy (Marcellus), Armand Castelmary (Horatio), Auguste Ponsard (Polonius), Pauline Lauters-Gueymard (Gertrude) und Christine Nilsson (Ophélie). Die Choreographie des Balletts La fête du printemps stammte von Marius Petipa.
Die deutsche Erstaufführung in einer Übersetzung von Wilhelm Langhans erfolgte bereits 1869 in Leipzig.
Am 19. Juni 1869 wurde eine Zweitfassung der Oper mit einer italienischen Übersetzung des Librettos von Achille de Lauzières im Opernhaus Covent Garden in London uraufgeführt. Diese Fassung endet tragisch: Hamlet wird nicht zum König gekrönt, sondern stirbt. Aufgrund des Widerstands des englischen Publikums wurde die Produktion jedoch bereits nach einer einzigen Aufführung abgesetzt.
Hamlet ist neben Mignon Thomas’ größter Erfolg und wurde zu seinen Lebzeiten weltweit gespielt. Die bis heute berühmteste Szene der Oper ist die Wahnsinnsarie der Ophélie „À vos jeux, mes amis“. 1911 wurde das Theatro Municipal de São Paulo mit einer Aufführung der Oper eröffnet.
Nach dem Ersten Weltkrieg schwand das Interesse. Erst ab den 1990er Jahren wurde die Oper wieder häufiger gespielt: Wien (1992 und 2012), Genf (1996), Paris (2000), Prag (2002), London (2003), Barcelona (2003), Metropolitan Opera New York (2010), Komische Oper Berlin (2023).